# Huntingtower

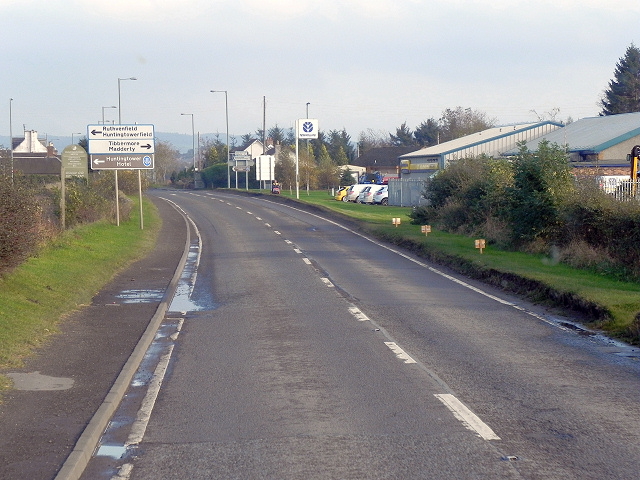
Durchgangsstraße von Huntingtower

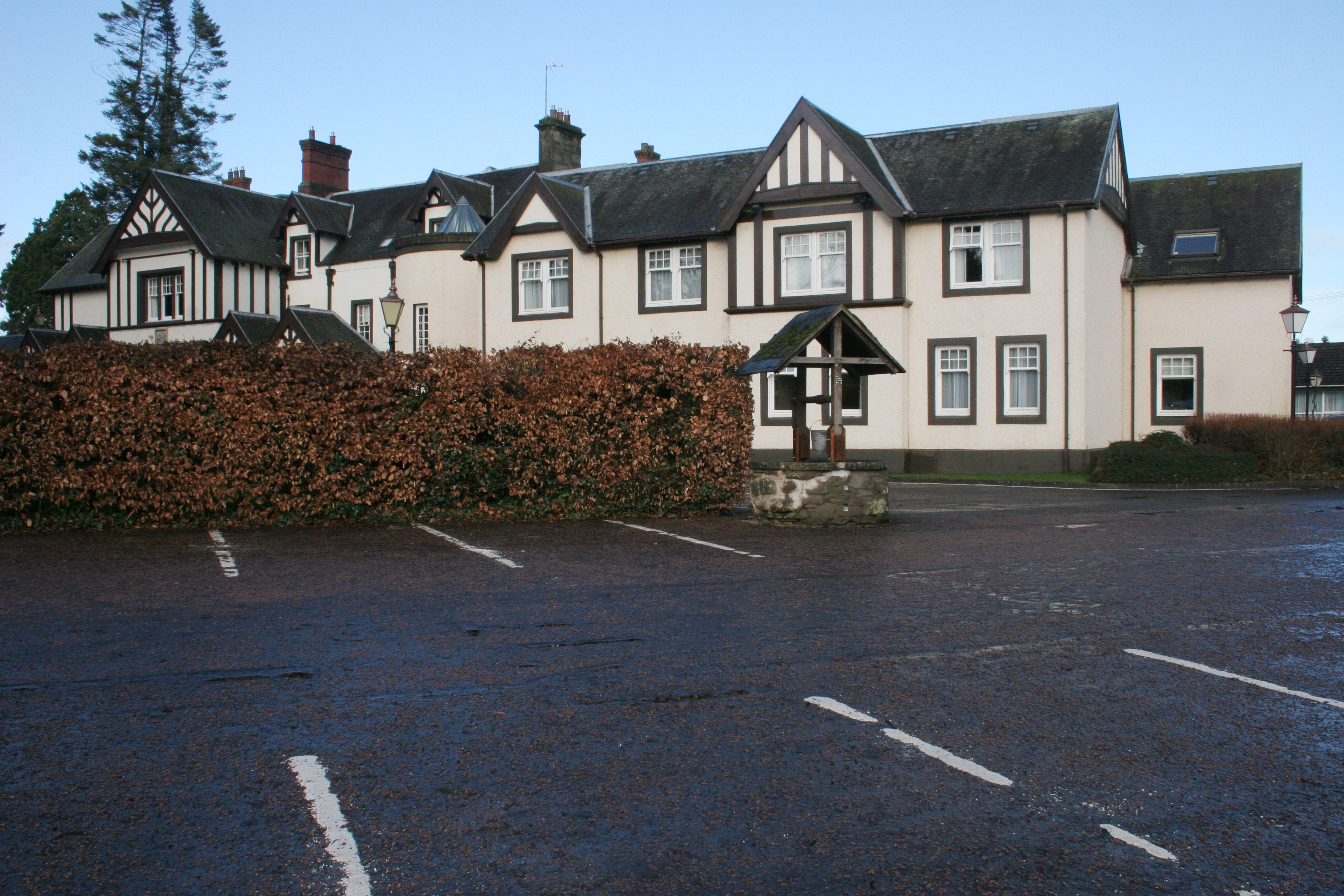
Hotel in Huntingtower

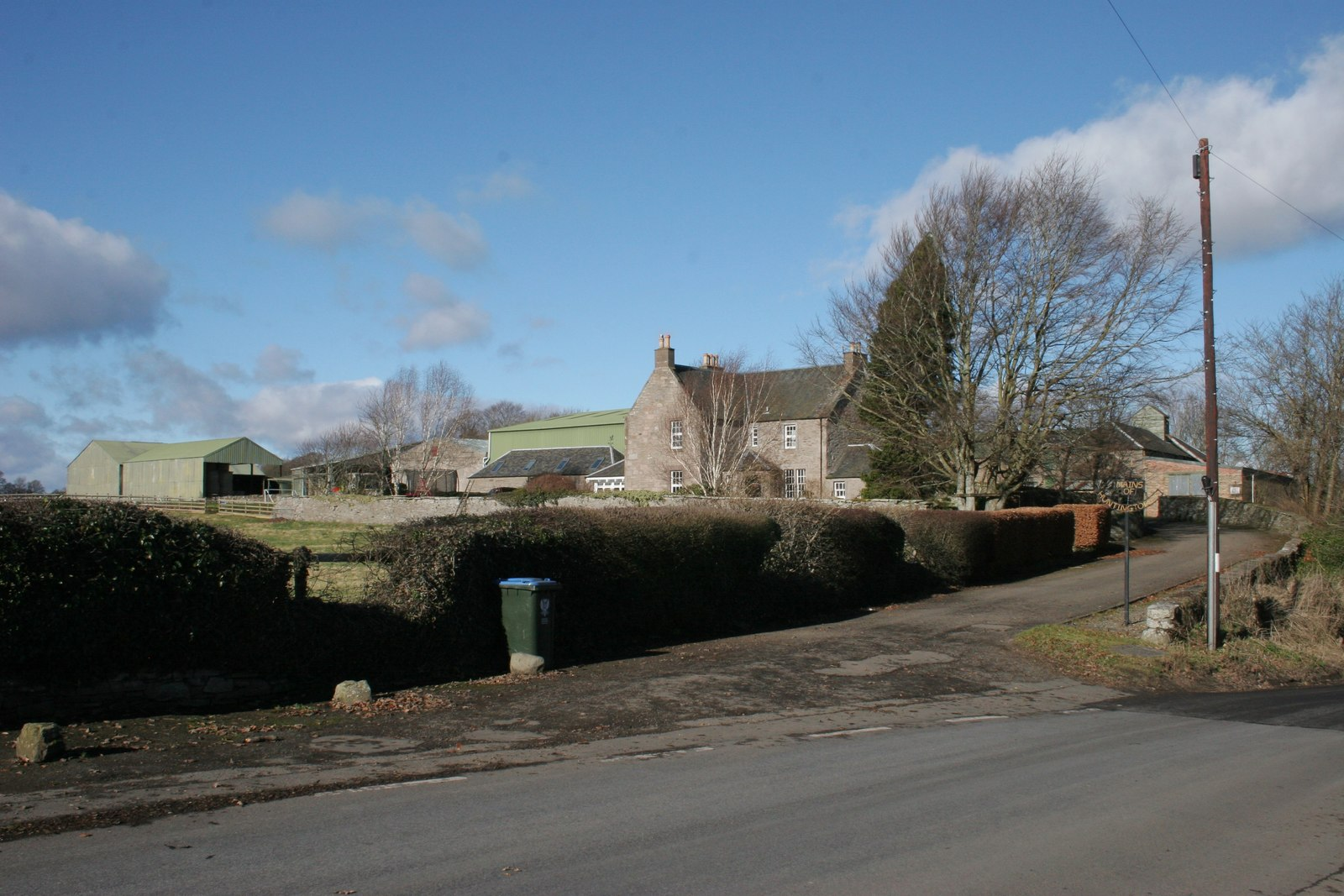
Bauernhof in Huntingtower

Huntingtower ist eine Ortschaft, die im Norden von Schottland nordwestlich von Perth in der Region Perth and Kinross liegt. Im Rahmen der historischen Gliederung Schottlands in Civil Parishes zählt es zu Tibbermore, das zu Perthshire gehörte.

## Geographie
Huntingtower liegt in einer flachwelligen Gegend, etwas südlich des Flusses Almond, kurz vor dessen Mündung in den Tay. Nach Perth sind es etwa 4 Kilometer. Weitere Ortschaften in der Nähe sind Almondbank im Nordwesten sowie Ruthvenfield im Nordosten.
Die zentrale Straße bildet die, von Perth kommende und weiter nach Westen führende A85. In Huntingtower zweigt von ihr die, über Tibbermore nach Crieff im Westen parallel verlaufende C410 ab.
Huntingtower gliedert sich in mehrere Teile. Zum Hauptort kommen noch Huntingtower Haugh im tiefer liegenden Nordwesten, wo ein Hotel der Leonardo-Kette steht, West Huntingtower, das den Hauptort vom Almond abgrenzt sowie Huntingtower Park im Osten. Hier befinden sich ein Motel, ein Geschäft für Gartenbedarf, außerdem findet ein Tiermarkt statt.

## Historisch Bedeutsames
Die östlich des Ortes stehende Burg Huntingtower Castle wurde 1921 als Scheduled Monument eingestuft. Den gleichen Status bekam 1976 eine prähistorische Siedlung aus dem Neolithikum in der Nähe eines Bauernhofes zugewiesen. Ein Gebäude des Bauernhofes West Mains of Huntingtower Farmhouse zählt seit 1981 zu den Listed Buildings der Kategorie B.